# Teva I Uta
Teva I Uta és un municipi de la Polinèsia Francesa, situat a l'illa de Tahití, que es troba a les Illes del Vent (arxipèlag de les Illes de la Societat. Té 8.589 habitants. Situat a Tahiti Nui, compta amb les comunes associades de Mataiea (4 446 hab.) i Papeari (4 143 hab.).